# Полковниче (Броварський район)
Полковниче (до 2016 року — Петрівське) — село в Україні, у Броварському районі Київської області. Населення становить 9 осіб (2001), 2 особи (2009), 0 осіб (2014).
На німецькій карті 1941 р. позначене як х. Петровський.
| Україна | Це незавершена стаття з географії України. Ви можете допомогти проєкту, виправивши або дописавши її. |

1. ↑  http://www.etomesto.ru/map-atlas_osteuropa/